# Indoorachterbahn

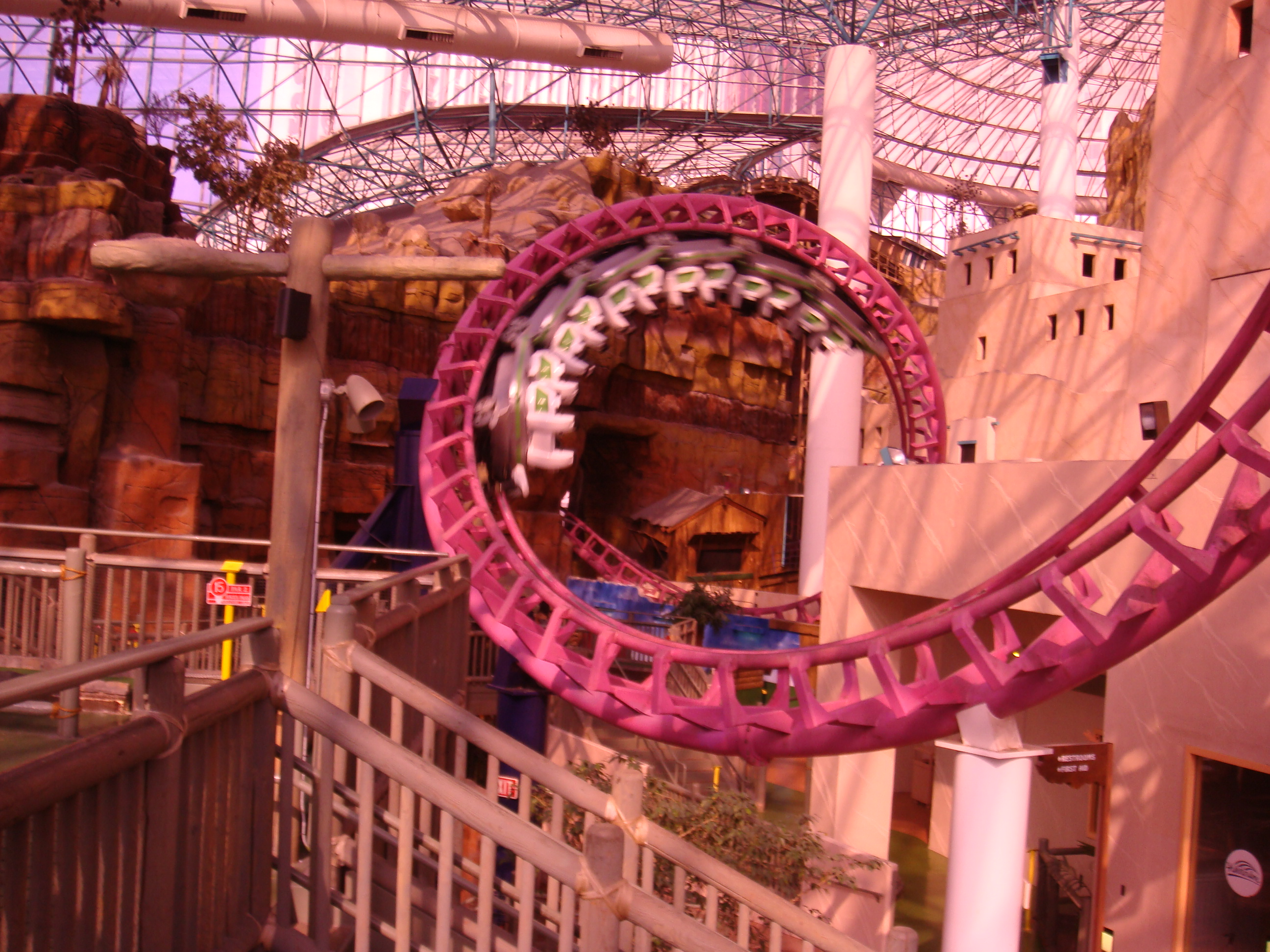
Canyon Blaster im Adventuredome Indoor-Themenpark, Las Vegas, Vereinigte Staaten

Eine Indoorachterbahn (auch Indoor-Achterbahn) ist eine Achterbahn, die in eine architektonische Struktur eingebaut ist. Die Struktur kann keinen Bezug zum Fahrgeschäft haben oder ausschließlich oder hauptsächlich für das Fahrgeschäft bestimmt sein. Viele Indoorachterbahnen werden maßgefertigt und in Vergnügungsparks oder Einkaufszentren platziert. Es gibt aber auch transportable Indoor-Achterbahnen, wie die Dunkelachterbahn „Höllenblitz – Der Coaster“. LaMarcus Adna Thompson, der Pionier des Baus der ersten einfachen Achterbahnen, baute zunächst „szenische Eisenbahn“-Fahrten, darunter „Indoor-Tableaus, Panoramen und biblische Szenen, die von Flutlichtern beleuchtet wurden“. Bereits 1925 wurde eine „komplett umschlossene Achterbahn“ Twister gebaut. Walt Disneys Space Mountain war eine der ersten Bahnen, die als Indoorachterbahn angesehen wurde und war „die erste Indoorachterbahn, bei der die Fahrer während der gesamten Fahrt in völliger Dunkelheit waren, sodass sie nicht sagen konnten, wo die Drops oder Kurven verlaufen würden“. Diese Art von Indoorachterbahnen bezeichnet man auch als Dunkelachterbahn.

## Liste bekannter Indoorachterbahnen

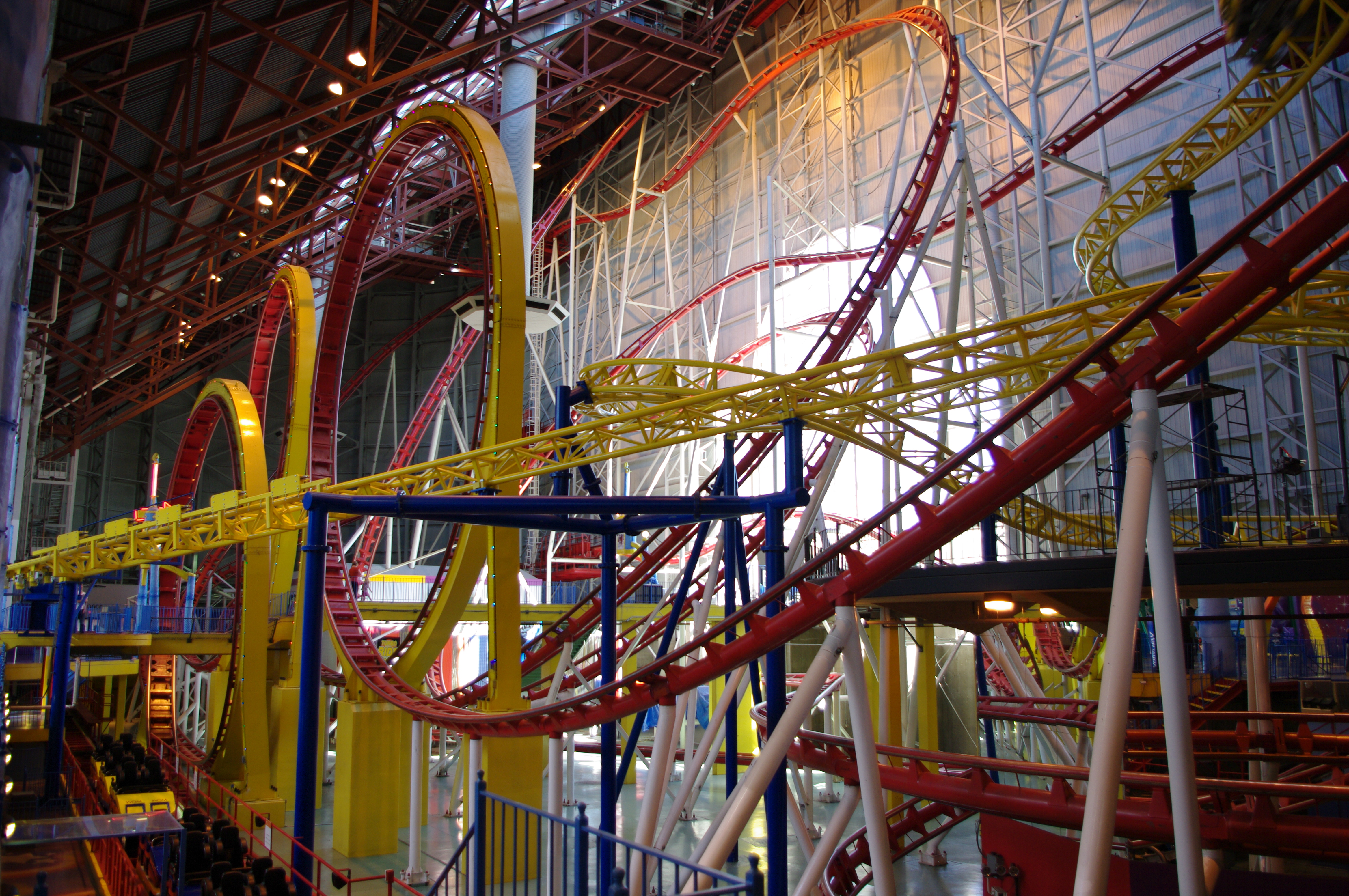
Mindbender mit Galaxy Orbiter im Galaxyland in der West Edmonton Mall

| Achterbahn                   | Betreiber                       | Land               | Hersteller       | Typ                                  | Eröffnungsjahr | Schließungsjahr |
| ---------------------------- | ------------------------------- | ------------------ | ---------------- | ------------------------------------ | -------------- | --------------- |
| Canyon Blaster               | Adventuredome                   | Vereinigte Staaten | Arrow Dynamics   |                                      | 1993           |                 |
| Kereta Misteri               | Dunia Fantasi                   | Indonesien         | Intamin          | Launched Coaster, Familienachterbahn | 2019           |                 |
| Mindbender                   | Galaxyland                      | Kanada             | Schwarzkopf GmbH |                                      | 1985           | 2021            |
| Sandy’s Blasting Bronco      | Nickelodeon Universe Theme Park | Vereinigte Staaten | Intamin          | Launched Coaster                     | 2020           |                 |
| Tabalugas Achterbahn         | Plopsaland Deutschland          | Deutschland        | Zierer Rides     | Familienachterbahn                   | 2018           |                 |
| Winja’s Fear & Winja’s Force | Phantasialand                   | Deutschland        | Maurer Rides     | Spinning Coaster                     | 2002           |                 |

## Liste bekannter Dunkelachterbahnen

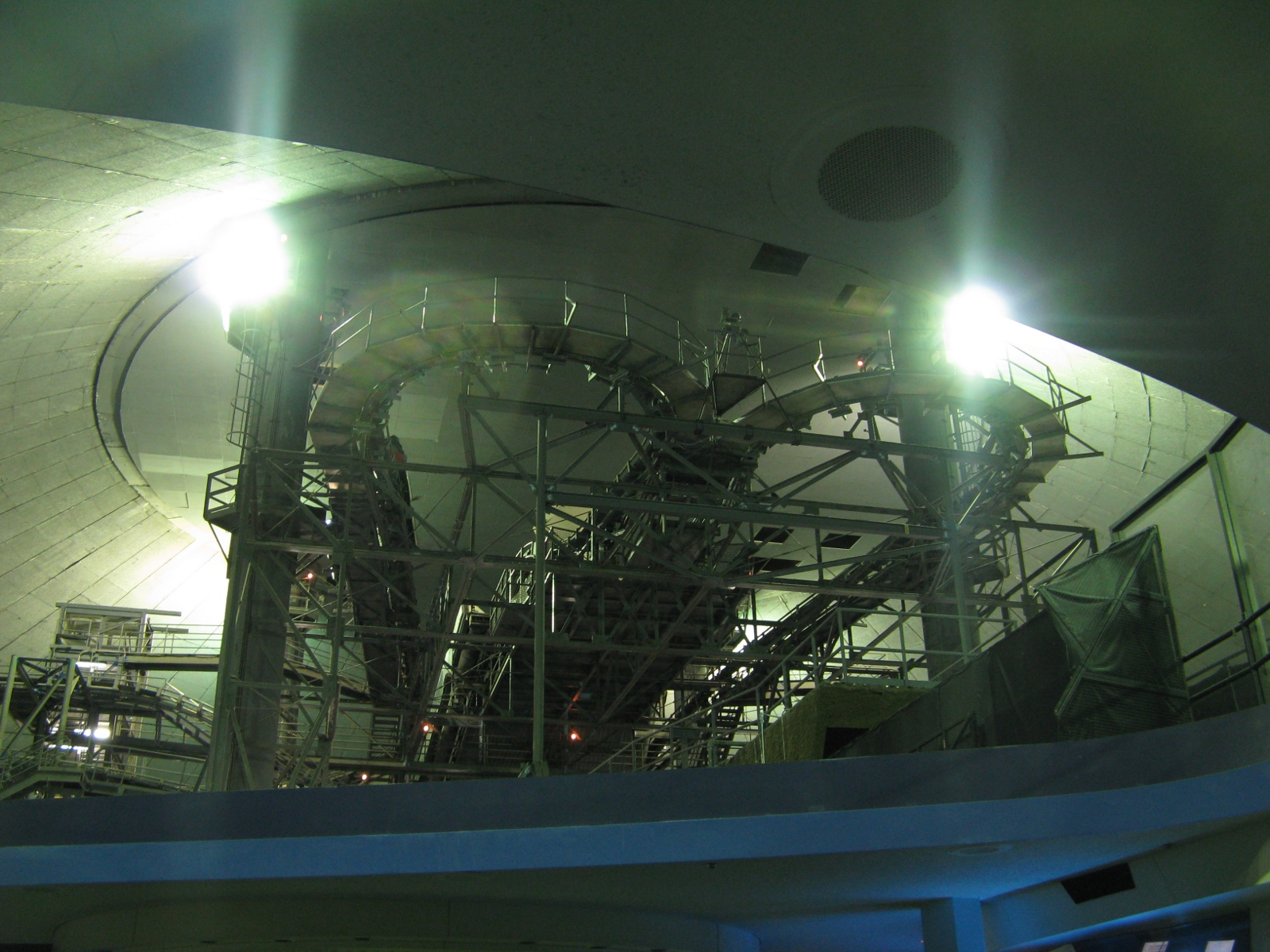
Space Mountain im Magic Kingdom im Walt Disney World Resort ist eine der bekanntesten Indoorachterbahnen. Im Normalbetrieb ist die Achterbahn eine Dunkelachterbahn

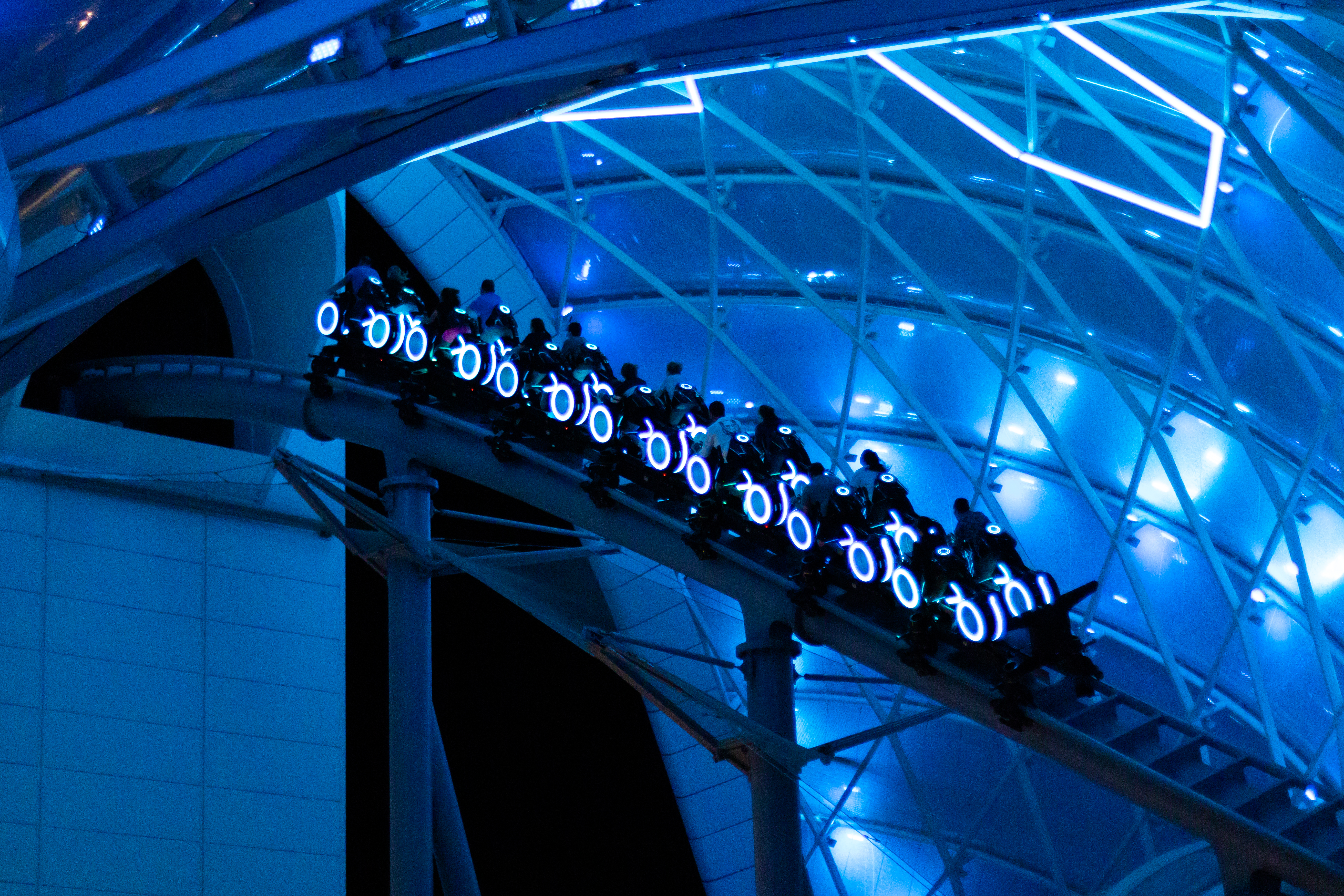
TRON Lightcycle / Run im Magic Kingdom im Walt Disney World Resort ist nach dem Film Tron: Legacy thematisiert.

| Achterbahn                                                  | Betreiber                                             | Land                   | Hersteller                     | Typ                                  | Eröffnungsjahr | Schließungsjahr |
| ----------------------------------------------------------- | ----------------------------------------------------- | ---------------------- | ------------------------------ | ------------------------------------ | -------------- | --------------- |
| Black Diamond                                               | Knoebels Amusement Resort                             | Vereinigte Staaten     | Philadelphia Toboggan Coasters | Hybrid Coaster, Familienachterbahn   | 2011           |                 |
| Blazing Fury                                                | Dollywood                                             | Vereinigte Staaten     | unbekannt                      | Dark Ride, Familienachterbahn        | 1978           |                 |
| Cagliostro                                                  | MagicLand                                             | Italien                | Maurer Rides                   | Spinning Coaster                     | 2011           |                 |
| Comet Express / 혜성 특급                                   | Lotte World                                           | Südkorea               | Intamin                        | Launched Coaster, Familienachterbahn | 1995           |                 |
| Crazy Bats                                                  | Phantasialand                                         | Deutschland            | Vekoma                         |                                      | 1988           |                 |
| Crush’s Coaster                                             | Disneyland Paris – Walt Disney Studios Park           | Frankreich             | Maurer Rides                   | Spinning Coaster, Dark Ride          | 2007           |                 |
| Dark Knight                                                 | Six Flags Great Adventure                             | Vereinigte Staaten     | Mack Rides                     | Wilde Maus                           | 2008           |                 |
| Dark Knight                                                 | Six Flags Great America                               | Vereinigte Staaten     | Mack Rides                     | Wilde Maus                           | 2008           |                 |
| Dark Knight                                                 | Six Flags México                                      | Mexiko                 | Mack Rides                     | Wilde Maus                           | 2009           |                 |
| Disaster Transport                                          | Cedar Point                                           | Vereinigte Staaten     | Intamin                        | Bobbahn                              | 1985           | 2012            |
| Eurosat – CanCan Coaster                                    | Europa-Park                                           | Deutschland            | Mack Rides                     |                                      | 2018           |                 |
| Exterminator                                                | Kennywood                                             | Vereinigte Staaten     | Reverchon                      | Wilde Maus, Spinning Coaster         | 1999           |                 |
| Fire In The Hole                                            | Silver Dollar City                                    | Vereinigte Staaten     | unbekannt                      | Dark Ride, Familienachterbahn        | 1972           | 2023            |
| Flight of Fear                                              | Kings Dominion                                        | Vereinigte Staaten     | Premier Rides                  | Launched Coaster                     | 1996           |                 |
| Flight of Fear                                              | Kings Island                                          | Vereinigte Staaten     | Premier Rides                  | Launched Coaster                     | 1996           |                 |
| Harry Potter and the Escape from Gringotts                  | Universal Studios Florida                             | Vereinigte Staaten     | Intamin                        | Launched Coaster, Dark Ride          | 1996           |                 |
| Movie Park Studio Tour                                      | Movie Park Germany                                    | Deutschland            | Intamin                        | Launched Coaster, Familienachterbahn | 2021           |                 |
| Panic Coaster – Back Daaan / パニックコースターバックダーン | Tokyo Dome City                                       | Japan                  | Gerstlauer Amusement Rides     | Launched Coaster, Familienachterbahn | 2019           |                 |
| Revolution                                                  | Bobbejaanland                                         | Belgien                | Vekoma                         |                                      | 1989           |                 |
| Revenge of the Mummy                                        | Universal Studios Florida                             | Vereinigte Staaten     | Premier Rides                  | Launched Coaster                     | 2004           |                 |
| Revenge of the Mummy – The Ride                             | Universal Studios Hollywood                           | Vereinigte Staaten     | Premier Rides                  | Launched Coaster                     | 2004           |                 |
| Rock ’n’ Roller Coaster                                     | Walt Disney World Resort – Disney’s Hollywood Studios | Vereinigte Staaten     | Vekoma                         | Launched Coaster                     | 1999           |                 |
| Scooby-Doo Spooky Coaster Next Generation                   | Warner Bros. Movie World                              | Australien             | Mack Rides                     | Wilde Maus, Dark Ride                | 2002           |                 |
| Skull Mountain                                              | Six Flags Great Adventure                             | Vereinigte Staaten     | Intamin                        | Familienachterbahn                   | 1996           |                 |
| Space Mountain                                              | Disneyland Resort                                     | Vereinigte Staaten     | Walt Disney Imagineering       | Familienachterbahn                   | 1977           |                 |
| Space Mountain                                              | Walt Disney World Resort – Magic Kingdom              | Vereinigte Staaten     | WED Enterprises                | Achterbahn mit mehreren Fahrspuren   | 1975           |                 |
| Star Wars Hyperspace Mountain: Rebel Mission                | Disneyland Paris – Disneyland Park                    | Frankreich             | Vekoma                         | Launched Coaster                     | 1995           |                 |
| The Walking Dead – The Ride                                 | Thorpe Park                                           | Vereinigtes Königreich | Vekoma                         | Familienachterbahn                   | 1996           |                 |
| TRON Lightcycle / Run                                       | Walt Disney World – Magic Kingdom                     | Vereinigte Staaten     | Vekoma                         | Launched Coaster                     | 2023           |                 |
| Van Helsing’s Factory                                       | Movie Park Germany                                    | Deutschland            | Gerstlauer Amusement Rides     |                                      | 2011           |                 |
| Vogel Rok                                                   | Efteling                                              | Niederlande            | Vekoma                         |                                      | 1998           |                 |